# کریستیان لوس لانگه
کریستیان لوس لانگه (به نروژی: Christian Lous Lange) (زادهٔ ۱۷ سپتامبر ۱۸۶۹ - درگذشتهٔ ۱۱ دسامبر ۱۹۳۸) تاریخ‌نگار و از فعالان ضدجنگ اهل نروژ بود.
او در سال ۱۹۲۱ برندهٔ جایزهٔ صلح نوبل شد.